# 新界總商會
新界總商會（英語：New Territories General Chamber of Commerce）是香港一個商會組織，1957年5月11日創會，宗旨愛國、愛香港、維護工商界及會員合法權益等。創辦人:葉德範、鄧同光、張人龍、周理炳、馮北財、邱德根、李卓南、馬世安、許添、陳永東、劉興邦等。創會者來自大埔、荃灣、屯門、元朗、長洲、大澳、石湖墟、聯和等地區之商會；之後加入會者流浮山、深井、青衣、錦田、坑口將軍澳等，會員過萬。在1993年註冊為(豁免)有限公司。
如今，香港新界總商已經創會50多年，一向配合香港政府，推動教育和撲滅罪行、積極社會福利和慈善事業。

## 榮譽會長
劉皇發、曾憲梓（已故）、余國春、陳永棋、楊孫西、孫守璞、陳有慶、田北俊、梁乃鵬、許智明、戴德豐、霍震寰、蔡冠深、李宗德、王國強、尹德勝、黃友嘉、孫啟烈、胡定旭、周厚澄、葉劉淑儀、徐建華、楊釗、張震遠等

## 相關人物
- 陳強
- 杜玉鳳
- 陳嘉華
- 田北辰
- 鍾國斌
- 王化民
- 楊江
- 2007年香港區議會選舉參選名單

## 爭議

### 出錢元旦遊行事件
《明報》稱，2013年香港元旦大遊行有人派錢請臨記參加遊行，新界社團聯會理事陳勇形容事件是插贓嫁禍，已經到中區警署備案。陳勇指當日發現一群不認識的青年混入團隊，見可疑，所以拍下相片，並通知警方介入，分隔該批臨記。陳勇以為出錢請人遊行，多此一舉，組織元旦大遊行的成員眾多，毋須「出此下策」。不過明報指當時是新界總商會副宣傳主任蔡志峯負責派錢臨記參加遊行。

## 資料來源
1. ↑  .   [2013-01-03]. （原始内容存档于2020-06-05）.
2. ↑  派錢挺梁主腦曝光 的存檔，存档日期2013-01-06.

## 外部連結
- 第十三屆董事會組織表（页面存档备份，存于）